# Hugh Welchman
Hugh Welchman (1975) é um cineasta e roteirista estadunidense. Venceu o Oscar de melhor curta-metragem de animação na edição de 2008 pela direção em Piotruś i wilk; foi indicado pela segunda vez pelo longa Loving Vincent (2017).